# 凯文·基尔巴尼
奇雲·丹尼爾·基爾賓尼（英語：Kevin Daniel Kilbane，发音为/kɪlˈbæn/，1977年2月1日—）出生於英格蘭蘭開夏普雷斯顿，是一名前足球運動員，由於父母的關係，代表愛爾蘭參加國際賽，司職左翼，間中亦會退後串演左閘。於2012年12月宣佈結朿球員生涯，現時於傳媒工作，包括於報章寫足球專欄及於電視或電台作為專家評述。

## 生平

### 球會
早年
基爾賓尼在家鄉球會普雷斯頓青訓系統出身，成功晉身一隊及簽署職業合約，他在普雷斯頓兩季上陣超過50場及射入3球。1997年獲西布朗賞識以125萬英鎊收歸旗下，成為球會首名百萬鎊身價球員，其轉會費打破球會自1979年保持到當時的紀錄。
他在西布朗開始發放光芒，迅速成為山楂球場（The Hawthorns）球迷的寵兒，同時亦打入愛爾蘭國家隊的陣容中。效力西布朗兩季半合共上陣120場及射入18球。
新特蘭
1999年12月由彼得·列特（Peter Reid）帶領的英超球會新特蘭以250萬英鎊收購這名左翼球員，使他成為當時球會第三高身價的球員。其加盟的影響立竿見影，12月18日主場對修咸頓，於完場前3分鐘才後補首次上陣，隨即傳交凯文·菲利普斯射入鎖定2-0勝局。但這場勝仗後新特蘭直到翌年3月才再次打開勝利之門，這次急劇下滑被部分「黑貓」球迷稱為「基爾賓尼的詛咒」（The Curse of Kilbane）。
雖然基爾賓尼繼續在場上做好自己的本份，但仍然被部分新特蘭球迷針對，而球隊的表現在彼得·列特治下每下愈況，最終在2002/03年球季以當時英超歷來最低的19分降級甲組〈第二級〉。2003年3月在球隊仍在降班邊緣掙扎時，前愛爾蘭領隊米克·麥卡錫獲委為領隊，雖然不能挽救球隊免於降班，但以兩人長久合作的關係，基爾賓尼將會成為新特蘭重返英超的重要棋子。惟他已成為新特蘭球迷發洩的對象，在季前到法國集訓時，基爾賓尼向同行的新特蘭球迷作出不文手勢後，他離開光明球場的日子已屈指可數。在新特蘭4年他共為球隊上陣超過120場及射入9球。
愛華頓
2003/04年球季夏季轉會窗關閉前一天，基爾賓尼以100萬英鎊轉投英超球會愛華頓，與領隊大衛·莫耶斯（David Moyes）重逢，雙方曾經在普雷斯頓共事。2003年9月13日主場首戰紐卡素，在雙方各有一人被逐下踢成2-2平手完場，11月22日主場對狼隊，基爾賓尼接應朗尼傳球遠柱頂入，為球隊鎖定2-0勝局，取得加盟後首個入球兼協助球隊脫離降班區域。在愛華頓的首季未算成功，於季末受傷提早「收咧」，球隊以轉3分制後歷來最低的39分結束球季，位列第17位僅避免降班。但翌季在朗尼離隊下，球隊卻取得在英超歷來最佳的第四位兼獲得歐聯入場劵，基爾賓尼出席38場聯賽，其默默耕耘的態度獲得葛迪遜公園球場球迷的認同，而多才多藝的他亦以穩定的表現作為回報，他可擔任中場任何位置，間中串演左閘，甚至輔助前鋒的角色，當然其最佳位置仍然是左翼。2005年夏季基爾賓尼續約到2008年。2005/06年球季需要兼顧歐洲比賽雙線發展使愛華頓應接不暇，而基爾賓尼亦在比賽生涯首次整季零入球，成績大跌的愛華頓僅獲得第11位，歐聯及歐洲足協盃均首圈出局。
2006/07年球季開季第二場作客對熱刺，於開賽僅32分鐘便被球證出示第二面黃牌驅逐離場，但愛華頓仍以2-0獲勝，而這場亦是基爾賓尼效力愛華頓最後一場比賽。他合共為球隊上陣超過120場及射入5球。
韋根
2006年8月31日基爾賓尼以約200萬英鎊加盟另一支英超球隊韋根，簽約3年。9月16日首次披甲即重返葛迪遜公園球場倒戈對愛華頓，更助攻予舒卓拿扳平2-2。2007年4月15日主場迎戰熱刺，基爾賓尼頂入一球協助球隊賽和3-3，這是他加盟以來的首個入球，亦是自2004年10月以來首個球會級入球，但同期他為愛爾蘭射入兩球。2007/08年球季基爾賓尼被韋根領隊基斯·赫澄斯（Chris Hutchings）安排移後擔任左閘，2007年9月1日他在作客紐卡素再次兩黃變紅被逐離場，導致韋根球員包圍球證理論，賽後韋根因未能控制球員被英格蘭足球總會罰款2萬英鎊。2008年2月2日主場對韋斯咸，基爾賓尼接應賴恩·泰萊（Ryan Taylor）的自由球迎頂笠入網窩，一箭定江山全取3分，更協助球隊脫離降級區域。隨著艾文左膝重創而需長期缺陣後，基爾賓尼成為韋根陣中的必然左閘人選。雖然在韋根的第二個球季一直擔任並非最擅長的左閘位置，他仍獲得「Wiganer.net」選為年度最佳球員。
2008/09年球季費古路亞（Maynor Figueroa）在韋根陣中冒起，已屆31歲的基爾賓尼未能確保常規正選席位，上半季僅獲派3次正選上陣，加上其合約於季屆滿，他在冬季轉會窗期間轉投新升英超的侯城。基爾賓尼合共為韋根上陣84場及射入2球。
侯城
2009年1月15日基爾賓尼加盟侯城，轉會費雖然沒有公佈，據報約為50萬英鎊，與這支約克郡球隊簽約兩年半。1月17日主場首戰阿仙奴以1-3敗陣，最終亦能穩定這支「升班馬」下半季的急速下滑，成功保留英超席位，惟翌季侯城仍難逃降班厄運。
2011年1月1日基爾賓尼被借用到英甲球會哈德斯菲爾德直到球季結束，期間協助球隊創下26場聯賽不敗記錄並晉級升班附加賽，準決賽憑互射十二碼淘汰般尼茅夫，於決賽0-3負於彼德堡才吃下首場敗仗。
2011年8月2日基爾賓尼再被借用到英冠球會打比郡，為期6個月，期間上陣10場及射入1球，於11月29日因背傷提前結束借用。
高雲地利
2012年7月5日，英甲球會高雲地利簽入約滿侯城的基爾賓尼，合約為期一年。
2012年12月8日，高雲地利隊長基爾賓尼宣佈即時退出球員生涯。

### 國家隊
基爾賓尼於1997年9月6日首次披上愛爾蘭國家隊綠色球衣出戰冰島，自此成為愛爾蘭陣中不可缺少的一員。2002年世界盃外圍賽他在對安道爾主客兩場均取得入球，愛爾蘭以次名出線與伊朗進行洲際附加賽，兩回合累計2-1僅勝晉級決賽週。基爾賓尼獲米克·麦卡锡挑選加入2002年韓日世界盃愛爾蘭大軍名單，正選出戰3場分組初賽及對西班牙的16強淘汰賽，與西班牙賽至加時後仍然1-1平手，需以互射十二碼分勝負，愛爾蘭先後有包括他在內3名球員射失，以2-3敗陣，於16強止步。
2006年10月11日，在與上次入球相隔接近4年後，基爾賓尼在2008年歐洲國家盃外圍賽對捷克先拔頭籌，但隨即被扬·科勒射入扳平1-1；他在下一場作客聖馬力諾再下一城，協助愛爾蘭2-1獲勝。但這次愛爾蘭只能取得小組第三位，遠遠落後獲得出線資格的捷克和德國。2007年5月陣容不整的愛爾蘭遠征美國，基爾賓尼以隊長身份帶領一支年青的國家隊出戰厄瓜多爾及玻利維亞兩場比賽，他個人代表國家隊上陣的次數可能是整隊總和的兩倍，甚至三倍。隨著在球會移後擔任左閘位置，在國家隊亦串演這個角色。
2008年夏季基爾賓尼因背傷缺席由查柏東尼首次領軍對塞爾維亞及哥倫比亞兩場友誼賽。在為韋根5-0擊敗侯城一役撞傷臉骨，翌日接受手術後，基爾賓尼遵照醫生建議，9月6日在對格魯吉亞時戴上面罩作戰。9月10日作客對黑山，是他為國家隊連續第50場在競爭性比賽上賽，成為國際球壇繼英格蘭比利·胡禮及希臘薩高拿基斯（Theo Zagorakis）後，歷來第三人做到這成績。
2009年10月14日2010年世界盃外圍賽最後一場主場再戰黑山，基爾賓尼與守門員基雲一同達到第100場代表國家隊上陣，結果0-0平手完場，愛爾蘭以不敗成績取得分組賽次名，以第8位最佳成績次名晉級附加賽。但愛爾蘭未能成為種籽隊，抽籤面對法國。首回合主場0-1落後；次回合作客巴黎，憑羅比·堅尼上半場的入球兩回合累計扳平1-1進入加時，法國藉著「亨利之手」助攻給加拿斯頂入，令愛爾蘭不幸出局，基爾賓尼兩仗均踢足全場，以102場與基雲及史當頓一同成為代表愛爾蘭次數最多的球員之一。

## 私人生活
基爾賓尼的哥哥法雷尔（Farrell Kilbane）亦是一名足球運動員，現時效力北超聯超聯組球會伯斯哥夫（Burscough）。而他育有一兒各為布朗奴（Browno）。

## 外部連結
- 足球数据库：奇雲·基爾賓尼的球员统计数据

| 獎項        | 獎項                     | 獎項        |
| ----------- | ------------------------ | ----------- |
| 前任： 首屆 | 愛爾蘭足球先生 2004–05年 | 繼任： 基雲 |